# Île du Sud-Est
Pour les articles homonymes, voir Rangatira (homonymie).
L'île du Sud-Est, en māori Rangatira, est une île inhabitée néo-zélandaise de l'archipel des îles Chatham.
Troisième de l'archipel par la taille avec 2,18 km2, elle est située au sud-est de l'île Pitt. Ses côtes septentrionale, orientale et méridionale sont relativement basses et l'altitude croît en direction de la côte occidentale sous la forme d'une falaise maritime culminant à 224 mètres d'altitude.
Inhabitée, l'île constitue une réserve de faune sauvage, notamment pour les insectes et les oiseaux.